# لعنة المال (فلم)
لعنة المال هو فيلم مصري إنتاج عام 1987  ومن إخراج صلاح سري وبطولة يوسف شعبان، إيمان، حاتم ذو الفقار وحسين الشربيني.

## نبذة
يتزعم القرنفلي عصابة متخصصة في سرقة الخزائن المالية في المحلات، وينجح بالفعل في تنفيذ العديد من العمليات، حتى تضع الشرطة خطة للإيقاع به.

## طاقم العمل
- يوسف شعبان بدور النمر
- إيمان بدور فردوس
- حاتم ذو الفقار بدور فتحي
- حسين الشربيني بدور القرنفلي
- حسني أباظة بدور حسني
- حلمي عبد الباقي بدور حلمي
- نهلة سلامة بدور شريفة

## وصلات خارجية
- مقالات تستعمل روابط فنية بلا صلة مع ويكي بيانات